# Circuito de Getxo 2014
Il Circuito de Getxo 2014, sessantanovesima edizione della corsa e valida come evento dell'UCI Europe Tour 2014 categoria 1.1, si svolse il 31 luglio 2014 su un percorso totale di 170 km. Fu vinto dallo spagnolo Carlos Barbero che terminò la gara in 4h00'28", alla media di 42,45 km/h.
Al traguardo 52 ciclisti portarono a termine la gara.

## Squadre e corridori partecipanti
| N.      | Cod. | Squadra                     |
| ------- | ---- | --------------------------- |
| 1-8     |      | non assegnati               |
| 11-18   | MOV  | Movistar Team               |
| 21-28   | CJR  | Caja Rural-Seguros RGA      |
| 31-38   | COF  | Cofidis, Solutions Credits  |
| 41-48   | EUK  | Euskadi                     |
| 51-58   | BUR  | Burgos BH                   |
| 61-68   | AZT  | Area Zero Pro Team          |
| 71-78   | MGK  | MG Kvis-Trevigiani          |
| 81-88   | KMP  | Keith Mobel-Partizan        |
| 91-98   |      | non assegnati               |
| 101-110 | ALB  | Alpha Baltic-Unitymarathons |

## Ordine d'arrivo (Top 10)
| Pos. | Corridore          | Squadra       | Tempo    |
| ---- | ------------------ | ------------- | -------- |
| 1    | Carlos Barbero     | Euskadi       | 4h00'28" |
| 2    | Luca Chirico       | MG Kvis       | s.t.     |
| 3    | Pello Bilbao       | Caja Rural    | a 2"     |
| 4    | José Joaquín Rojas | Movistar Team | s.t.     |
| 5    | Fabio Chinello     | Area Zero     | s.t.     |
| 6    | Daniele Aldegheri  | MG Kvis       | s.t.     |
| 7    | Giovanni Visconti  | Movistar Team | s.t.     |
| 8    | Matteo Busato      | MG Kvis       | s.t.     |
| 9    | Beñat Intxausti    | Movistar Team | s.t.     |
| 10   | Stéphane Poulhies  | Cofidis       | s.t.     |